# Death Comes as the End
Death Comes as the End (E no final a morte, no Brasil / Morrer Não É o Fim, ou A Morte Não É o Fim, em Portugal) é um romance policial de Agatha Christie, publicado em 1944.
Esta é uma das únicas histórias da autora que não se passa no século XX e, sim, no Egito antigo. A narrativa é muito interessante, com a explicação do contexto sócio-cultural da época. Das histórias criadas por Agatha Christie, esta talvez seja aquela em que a autora melhor descreve os sentimentos dos personagens e a relação destes sentimentos com o modus vivendi naquele contexto. Os nomes dos personagens são praticamente impronunciáveis. 

## Enredo
Trata-se de uma família alargada em que os filhos maiores, já casados e com filhos, trabalham com o pai na agricultura e na pecuária. O filho mais novo, adolescente, quer se envolver nas atividades profissionais e ser tratado como adulto, e a filha, recentemente viúva, retorna para viver com a família de origem, trazendo consigo sua filha. Mas não gosta muito de ter que conviver com as cunhadas, preferindo cultivar amizade com o escrivão da família. Vive com o grupo, também, a mãe do dono da casa, meio cega mas muito sábia.
A rotina das suas vidas muda quando o pai traz para viver com eles a sua concubina, pessoa maldosa, que se diverte em formar intrigas para demonstrar o seu poder e minimizar a inteligência e os sentimentos dos demais.
Fatalmente, a concubina é assassinada, seguindo-se depois outras mortes, que fazem suspeitar de fenómenos sobrenaturais. A filha, o escrivão e a mãe do dono da casa desempenham um papel decisivo na busca da verdade.